# Lafayette Avenue
Lafayette Avenue – stacja metra nowojorskiego, na linii A i C. Znajduje się w dzielnicy Brooklyn, w Nowym Jorku i zlokalizowana jest pomiędzy stacjami Hoyt–Schermerhorn Streets i Clinton–Washington Avenues. Została otwarta 9 kwietnia 1936.